# Кулагин, Александр Ильич
Александр Ильич Кулагин (род. 22 января 1994, Москва) — российский хоккеист, нападающий.

## Биография
Воспитанник московских хоккейных школ «Русь» и ЦСКА, начинал играть в команде системы ярославского «Локомотива» «Локо» из МХЛ (2011/12 — 2014/15), в сезоне-2015/16 выступал за комаду ВХЛ «Рязань». После сезона-2016/17, проведённого в команде ВХЛ «Молот-Прикамье» Пермь, перешёл в подольский «Витязь». За три сезона провёл 40 матчей в КХЛ и 101 — в клубе-партнёре из ВХЛ «Динамо» СПб. 2 июля 2020 года подписал прямой контракт с «Динамо», в котором отыграл ещё два сезона. Сезон-2022/23 отыграл в тульском АКМ, затем на год вернулся в «Динамо». С 2024 года — игрок команды чемпионата Беларуси «Юность» Минск.

## Достижения
- Чемпион и лучший снайпер плей-офф ВХЛ (2017/18)
- Чемпион Беларуси и лучший снайпер чемпионата (2024/25). Победитель Кубка Беларуси (2024).